# Live at Sin-é
Live at Sin-é — концертний мініальбом американського виконавця Джефа Баклі, який був записаний літом 1993, у ірландській кав'ярні Sin-é у Нью-Йорку.

## Композиції
1. «Mojo Pin» (Джеф Баклі, Гарі Лукас) — 5:52
2. «Eternal Life» (Джеф Баклі) — 5:43
3. «Je n'en connais pas la fin» («I Don't Know the End of It») (Raymond Asso, Marguerite Monnot) — 5:00
4. «The Way Young Lovers Do» (Van Morrison) — 10:02

## Чарти

### Щотижневі чарти
| Чарт (1993)                  | Найвища позиція |
| ---------------------------- | --------------- |
| Франція French Albums (SNEP) | 65              |
| Ірландія Irish Albums (IRMA) | 58              |
| Італія Italian Albums (FIMI) | 66              |
| UK Albums (OCC)              | 101             |

### Чарти на кінець року
| Чарт (2001)                  | Позиція |
| ---------------------------- | ------- |
| Canadian (Nielsen SoundScan) | 191     |